# Magdana szamara
A Magdana szamara, (grúzul: მაგდანას ლურჯა), a Grúzia Filmstúdió 1955-ös fekete-fehér játékfilmje. A film rendezői Tengiz Abuladze és Rezo Cseidze . A forgatókönyvet Karlo Gogodze írta.

## Történet
A 20. század elején egy kis grúz faluban Magdana Szesziasvili, egy özvegy, küzd, hogy eltartsa három gyermekét, Szofot, Mihot és Katot, miközben joghurtot árul a városban. Egy napon a gyerekek egy beteg, elhagyott szamarat találnak az úton. Hazaviszik, ápolják és elnevezik Lurdzsának („Kék szemű”). Lurdzsa segítségével a család sorsa javulni látszik, mivel a szamár megkönnyíti a sokgyermekes özvegy dolgát. Magdana a joghurttal teli üvegeket Lurdzsa hátán hordja a városba. A család öröme azonban csak rövid ideig tart, mert a szamár egykori tulajdonosa Mitua, a gazdag szénkereskedő felismeri és vissza akarja szerezni elhagyott szamarát. Megvesztegeti a bíróságot, és ezzel az aljas taktikával kényszeríti Magdanát, hogy adja vissza Lurdzsát, elvesztve ezzel a család reményének és segítségének forrását.

## Szereplők
- Duduhana Cerodze (Magdana)
- Liana Moisztrapisvili (Szofo)
- Roland Borasvili (Miho)
- Nani Csikvinidze (Kato)
- Akakij Kbantaliani (Mitua)
- Alekszandr Omiadze (Zsigo nagyapó)
- Akakij Vaszadze
- Karlo Szakandzelidze (Vano Modzsamagire)
- Alekszadr Takaisvili (bíró)
- Sztepan Grikurov (Gabo)
- Dodo Abasidze
- Caca (Jekaterina) Amiredzsibi (Keke)
- Alekszandr Alazanszkij
- Mariam Garikuli
- Salva Gedevanisvili
- Nunu Macsavariani (Tebro)
- Vaszil Kahniasvili
- Sota Nozadze
- Mavr Pjaszetszkij
- Irakli Kokrasvili (paraszt)
- Nino Cseidze
- Salva Herheulidze (Trifon pap)
- Buhuti Zakariadze
- Meri Kandelaki
- Vladimir (Lado) Gvisiani
- Merab Gegecskori (Kinto)

## Díjak
- A legjobb rövidjátékfilm díja.Cannes-i Nemzetközi Filmfesztivál, Franciaország (1956).
- Különdíj az Edinburgh-i Nemzetközi Filmfesztiválon (1956)